# Morris Kharasch
Morris Selig Kharasch (Kremenetz, 24 agosto 1895 – Copenaghen, 9 ottobre 1957) è stato un chimico ucraino naturalizzato statunitense.
È considerato un pioniere della moderna chimica organica per i suoi contributi sul ruolo dei radicali e delle reazioni a catena in sintesi organica.

## Vita
Morris Selig Kharasch nacque nel 1895 ad Kremenetz (Ucraina), allora nell'Impero russo. Nel 1908 si trasferì negli Stati Uniti in cerca di migliori opportunità. Frequentò il liceo a Chicago e nel 1913 si iscrisse all'Università di Chicago, dove conseguì la laurea nel 1917 e il PhD nel 1919. Durante la prima guerra mondiale (e anche nella seconda) lavorò per l'esercito nel Chemical Warfare Service. Nel 1922 diventò professore associato all'University of Maryland, College Park. Nel 1923 sposò Ethel May Nelson, dalla quale avrebbe avuto due figli. Nel 1924 fu nominato professore cattedratico a Maryland, ma nel 1928 preferì tornare come professore associato a Chicago, dove fu nominato cattedratico nel 1930. Mantenne questa posizione fino alla morte. Nel 1936 fu uno dei fondatori del Journal of Organic Chemistry. Kharasch fu anche consulente di varie industrie e nel 1942 fu invitato a partecipare al programma sulla gomma sintetica degli Stati Uniti (U.S. Synthetic Rubber Program). Morì improvvisamente nel 1957 a Copenhagen, dove si trovava per incarico del governo statunitense.

## Ricerche
Le ricerche svolte negli anni '20 furono focalizzate su studi teorici di termochimica e su composti organo-mercuriali. Sintetizzò il thimerosal, un composto solforato di alchilmercurio importante per le sue proprietà antimicrobiche. La sintesi fu brevettata e il composto fu commercializzato dalla ditta farmaceutica Eli Lilly and Company con il nome di Merthiolate. Questo composto fu introdotto come conservante per vaccini nel 1931; dalla fine degli anni '80 il thimerosal è usato nei vaccini trivalenti contro difterite, tetano e pertosse.
Al ritorno all'Università di Chicago iniziò ad interessarsi della chimica dei radicali, un campo fondato da Moses Gomberg, che fino a quel momento aveva riguardato solo specie molto esotiche. Kharasch intuì invece che intermedi radicalici e reazioni a catena possono avere un ruolo importante in molte reazioni organiche, e riuscì a mettere a punto reazioni di sintesi fino a quel momento impossibili. Alcuni esempi sono reazioni di solfonazione, alogenazione, e carbossilazione di idrocarburi e paraffine. I concetti da lui sviluppati sui radicali e sulle reazioni a catena contribuirono anche allo sviluppo dei processi di polimerizzazione. Per questi contributi Kharasch è considerato un pioniere della moderna chimica organica. Come è stato scritto:
« ...probabilmente ha scoperto (o inventato) più reazioni chimiche nuove di qualsiasi altro chimico dei nostri tempi. »
Negli ultimi anni si dedicò allo studio della chimica dei reattivi di Grignard.

## Opere
Kharasch ha pubblicato circa 260 articoli su riviste specialistiche. È inoltre autore del libro:
- (EN) M. S. Kharasch e O. Reinmuth, Grignard Reactions of Nonmetallic Substances, New York, Prentice Hall, 1954.

## Riconoscimenti
Kharasch fu sempre interessato più a nuove reazioni chimiche che a onorificenze. Tra i più significativi riconoscimenti ottenuti figurano:
- Membro dell'Accademia Nazionale delle Scienze degli Stati Uniti (1946)
- Medaglia di merito (Medal for Merit) del Presidente degli Stati Uniti d'America (1948)